# Mine d'Iantarny
La mine de Iantarny, en russe : Янтарный, qui signifie ambre, est la principale mine d'ambre au monde, qui représenterait 90 % de la production mondiale,. Elle est située à Iantarny dans l'enclave de Kaliningrad en Russie.
La mine a pendant longtemps depuis la chute de l'Union soviétique exporté une grande partie de sa production en Pologne, où l'essentiel de l'ambre est transformée,,. Le site et les unités de transformations associés, sous contrôle public, font l'objet de nombreuses affaires de trafics, de vols, d'extractions illégales,. Sa production officiellement serait d'environ entre 280 et 350 tonnes d'ambres par an,. Cependant, le contrôle de la mine, de sa production et la transformation de l'ambre semble être plus important ces dernières années par les autorités russes, ce qui réduit les exportations d'ambre non-transformés vers la Pologne et la Lituanie.